# Géographie du droit
 (mai 2024).
La géographie du droit (ou géographie légale ou géographie juridique) est la branche de la géographie qui étudie la manière dont les pratiques du droit s'inscrivent dans l'espace.

## Historique
La géographie du droit s'est développé dans le monde de la recherche anglophone à partir des années 80 (elle s'appelle en anglais legal geography).

## Orientation
Depuis ses débuts, la géographie du droit tend à s'inspirer des études juridiques critiques afin de saisir les relations entre les systèmes de droit étatiques et les autres. Elle s'appuie aussi sur la pensée du droit vivant afin de décrire les relations de pouvoir qui façonnent le droit.